# Tchaj-ťi
Tchaj-ťi (čínsky pchin-jinem tàijí, znaky zjednodušené 太极, tradiční 太極), nejvyšší počátek, velké nejkrajnější, velký předěl, doslova nejvyšší hřebenová vaznice, je jeden z pojmů čínské filozofie.
Poprvé se termín tchaj-ťi objevil v jednom z komentářů Knihy proměn (I-ťing): podle komentáře tchaj-ťi plodí dva vzory i, ty plodí čtyři obrazce siang a z nich se rodí osm trigramů kua.
Nejstarší komentátoři až po chanskou dobu chápali tchaj-ťi jako chaotickou prvotní energie čchi, synonymum pro tao, a současně jako konec prapůvodní jednoty a počátek kosmogeneze a její příčinu. V období šesti dynastií ho stoupenci učení süan-süe spojovali s nebytím wu a Taem do jednoho pojmu.
Termínu se chopili i sungští neokonfuciáni, Čang Caj ho vysvětloval tradičně v chanském duchu, Šang Jung ho chápal jako počátek vesmíru, absolutno uvnitř srdce/mysli sin. Podle Čou Tun-iho má nejvyšší počátek původ ve vrcholném nebytí wu-ťi, kterým počíná vesmír. Tchaj-ťi poté plodí jang a jin. Analogicky pojímal vtah vrcholného nebytí a z něho zplozeného nejvyššího počátku, bytí, i Lu Ťiou-jüan. Ču Si pak nejvyšší počátek ztožnil s principem li. Oba termíny pro něj označovaly původní jednotu, ale zatímco nejvyšší počátek znamená, že všechny veškerenstvo je jednoho a téhož původu, princip znamená, že všechny veškerenstvo je jedné a téže podstaty.